# Opsebius cyrtus
Opsebius cyrtus är en tvåvingeart som beskrevs av Seguy 1930. Opsebius cyrtus ingår i släktet Opsebius och familjen kulflugor.
Artens utbredningsområde är Marocko. Inga underarter finns listade i Catalogue of Life.